# Nandi-Berge

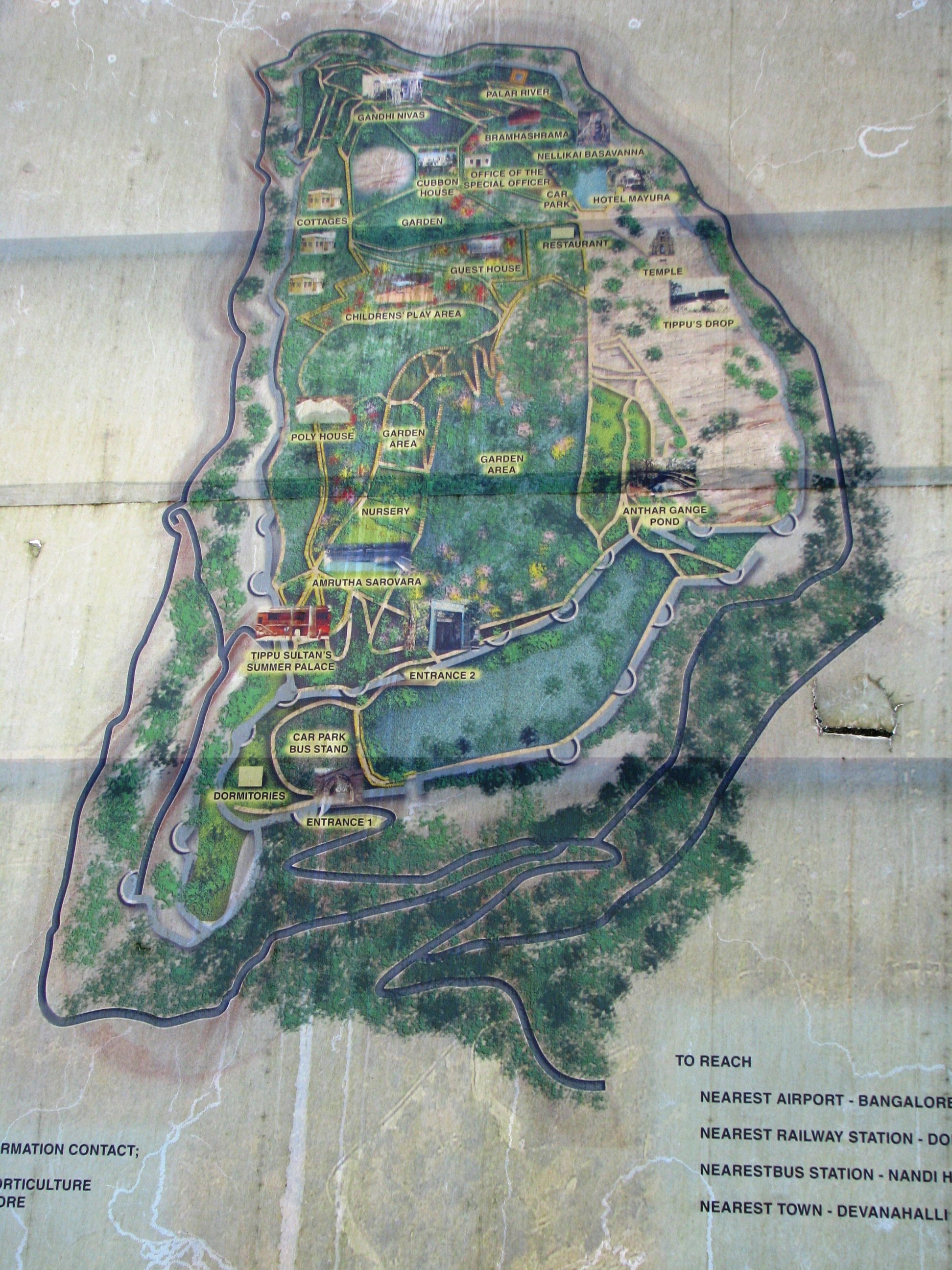
Karte des Hill-Forts

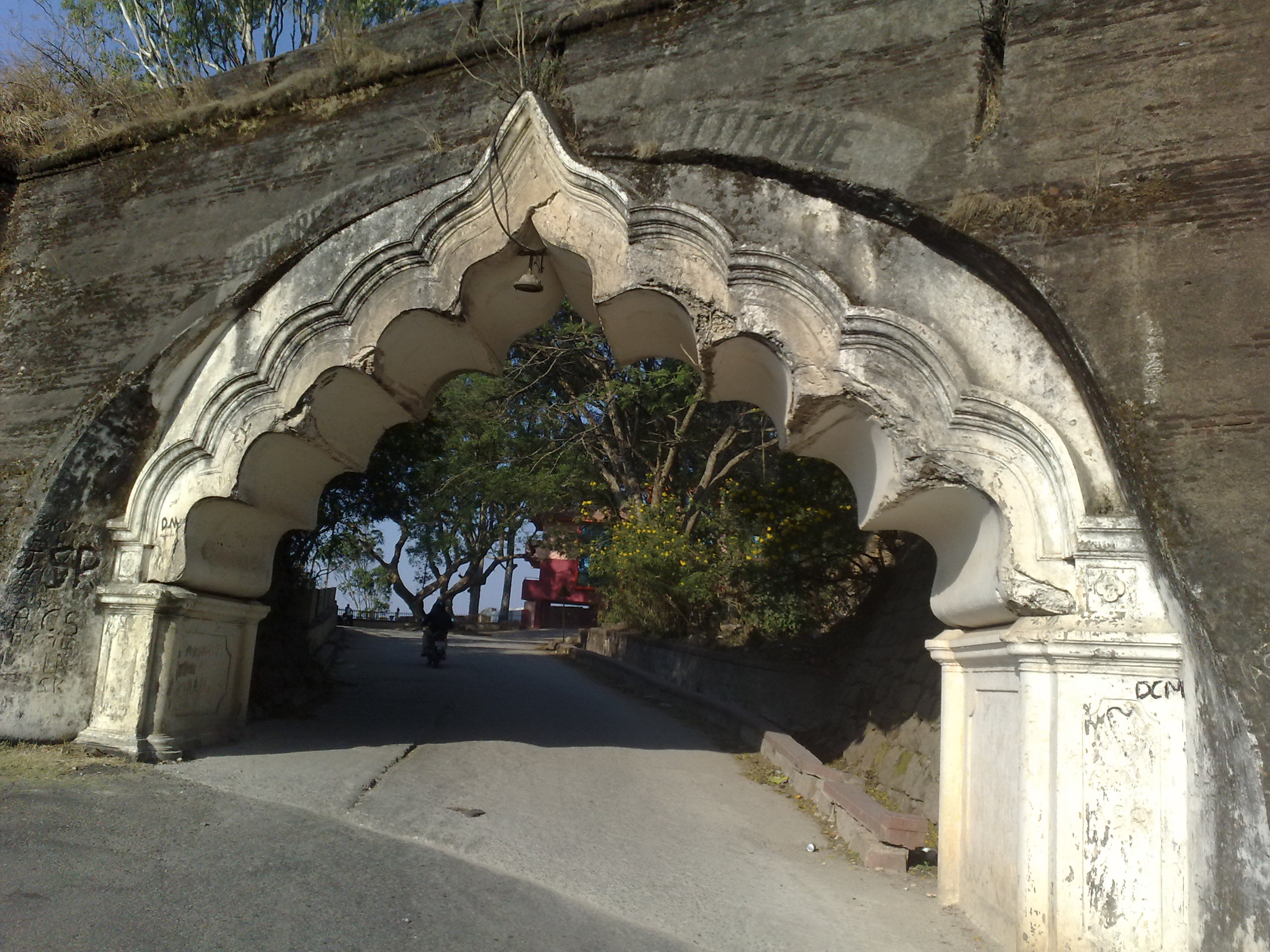
Tor zum Tipu's Palace

Die Nandi-Berge (englisch Nandi Hills, Kannada ನಂದಿ ಬೆಟ್ಟ) sind eine 3 höhere (max. 1479 m) und mehrere kleinere Gipfel umfassende Bergkette im Osten des südindischen Bundesstaats Karnataka. Wegen ihres angenehmen Klimas waren sie unter britischer Herrschaft eine Hill Station; heute sind sie ein beliebtes Ausflugsziel.

## Lage
Die Nandi-Berge befinden sich ca. 61 km (Fahrtstrecke) nördlich der Stadt Bengaluru (ehemals Bangalore) bzw. ca. 74 km nordwestlich der Stadt Kolar. An ihren Hängen entspringt der Palar-Fluss.

## Geschichte
Die Existenz mehrerer mittelalterlicher Schreine an den Bergflanken und auf dem Gipfelplateau ist nachgewiesen. Tipu Sultan (reg. 1782–1799) erbaute in der bereits von seinem Vater Hyder Ali erbauten Bergfestung Nandidurga eine Sommerresidenz. Nach der Niederlage gegen die Briten wandelten diese die Anlage in eine Hill Station um.

## Sehenswürdigkeiten
- Von der alten Bergfestung stehen nur noch wenige Mauerreste.
- Der Sommerpalast Tipu Sultans ist nur von außen zu sehen.
- Mehrere Tempel bzw. Schreine sind  erhalten (Sri Bhoga Narasimha, Sri Ugra Narasimha, Sri Yoga Narasimha und Gavi Veerbhadra Swamy).
- Sehenswert ist ein auf allen Seiten von Treppen (ghats) eingefasster Stufenbrunnen oder Tempelteich (sarovar).
- Es gibt mehrere Wanderwege und Aussichtsplattformen.

## Sonstiges

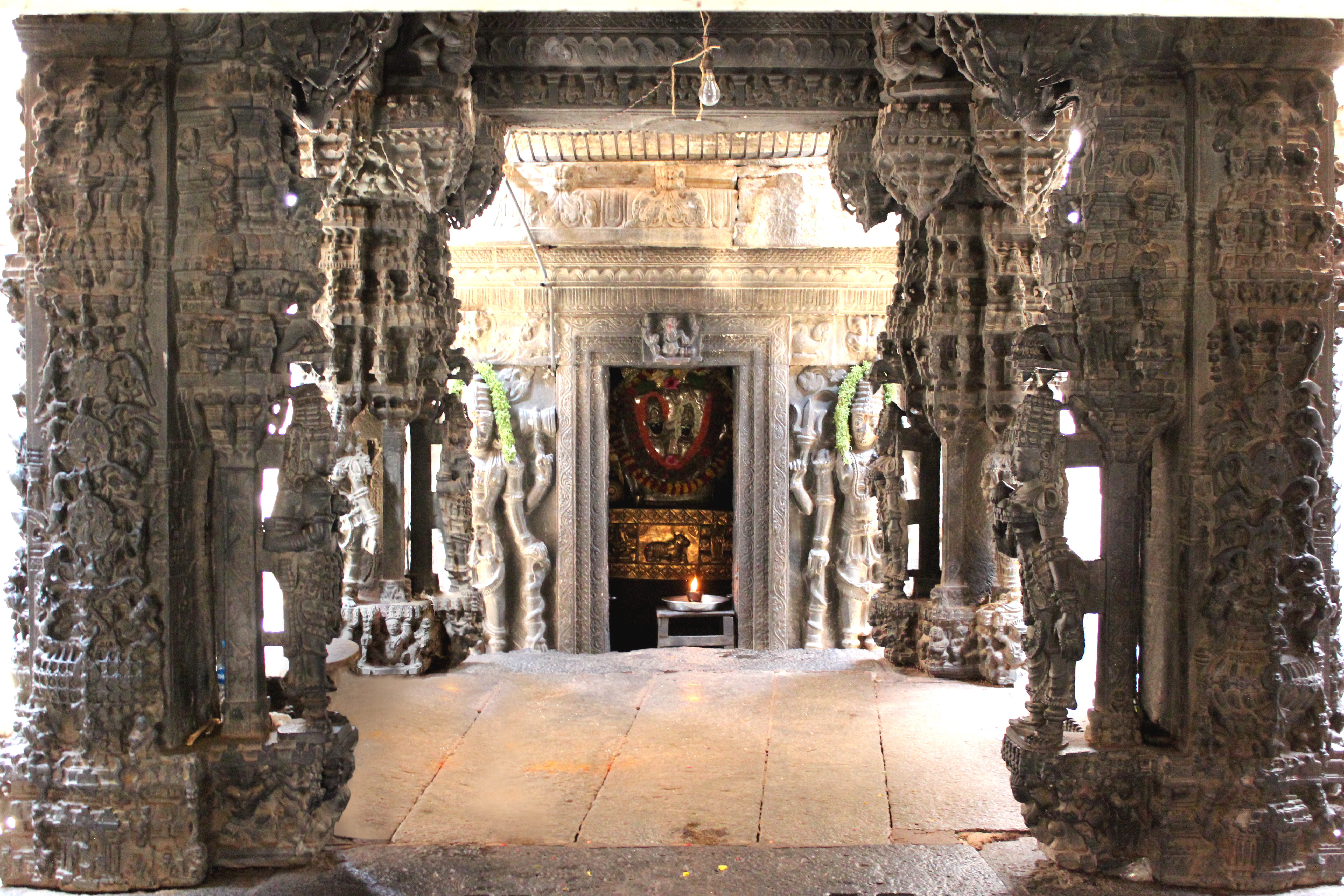
Bhoga-Nandeeshwara-Tempel

Zu Füßen der Berge liegt der Ort Nandi mit dem mittelalterlichen Bhoga-Nandeeshwara-Tempel, einem der ältesten Tempel Karnatakas aus dem frühen 9. Jahrhundert, dem aber im 13. unter den Hoysala- bzw. im 16. Jahrhundert unter den Vijayanagar-Herrschern einige Bauten und Bauteile hinzugefügt wurden.